# Jan Šebek
Jan Šebek (Planá, antigua Checoslovaquia, 31 de enero de 1991) es un futbolista checo. Se desempeña como guardameta y actualmente milita en el FK Bohemians Praha de la 2. liga de la República Checa, cedido en préstamo por el Baumit Jablonec. Por su forma de juego, ha sido comparado con Petr Čech.

## Trayectoria
Šebek comenzó su carrera futbolística en el FK Tachov, en donde se desempeñó como delantero. Luego, fue cedido en préstamo al Viktoria Plzen —equipo en el que también militó su compatriota Petr Čech—, hasta que en 2007 fue fichado por la Academia del Chelsea Football Club.
Durante la temporada 2007-08, Šebek tuvo un buen comienzo con el equipo juvenil, en donde luchó por la titularidad con Rhys Taylor y Niclas Heimann. Sin embargo, Šebek sufrió una lesión de rodilla durante un partido ante el Bristol City en septiembre de 2007, lo que lo marginó de las canchas durante algunos meses. Durante su recuperación, Šebek sufrió de algunos problemas familiares. Esto provocó que el Chelsea lo enviara a préstamo nuevamente al Viktoria Plzen a principios del 2008, para así poder resolver sus problemas y estar más cerca de su familia.
Cuando regresó al Chelsea en la temporada 2008-09, Šebek tuvo malas actuaciones con el equipo juvenil. Sin embargo, luego de que Taylor y Heimann se lesionaran y de que el guardameta suplente del Chelsea, Carlo Cudicini, fuera vendido al Tottenham Hotspur a principios del 2009, Šebek fue promovido al equipo de reservas, en donde recuperó el nivel que lo caracteriza y comenzó a tener buenas actuaciones, sobre todo ante las reservas del Arsenal FC y del Wigan Athletic. Sus buenas actuaciones hicieron que el Chelsea le ofreciera un contrato profesional al finalizar la temporada.
En la temporada 2009-10, Šebek continuó teniendo buenas actuaciones con el equipo de reservas, siendo promovido al primer equipo a mitad de temporada, asignándosele el dorsal #50. El 21 de marzo de 2010, Šebek fue llamado a su primer partido de Premier League ante el Blackburn Rovers, aunque permaneció en la banca todo el encuentro. En ese partido, el Blackburn y el Chelsea empataron a 1-1.
En septiembre de 2010, Jan fue inscrito en la Lista B de la plantilla que disputó la Liga de Campeones, utilizando el dorsal #61. Sin embargo, en contraste con la temporada anterior, Šebek ni siquiera fue llamado a la banca con el primer equipo y solamente logró disputar 11 encuentros con el equipo de reservas, por lo que decidió abandonar al club luego de que su contrato expirase al finalizar la temporada 2010-11 para firmar un contrato de 3 años con el Baumit Jablonec de su natal República Checa en junio de 2011. No obstante, dos meses después de haber sido contratado por el Jablonec, Jan fue cedido al Bohemians Praga hasta el final de la temporada 2011-12.

## Selección nacional
Šebek ha sido internacional con la Selección de la República Checa Sub-16, Sub-19 y Sub-20. Con la Sub-20, Šebek disputó la Copa Mundial de Fútbol Sub-20 de 2009.

## Clubes
| Club               | País            | Año             |
| ------------------ | --------------- | --------------- |
| FK Tachov          | República Checa | ¿? - 2007       |
| Chelsea FC         | Inglaterra      | 2007 - 2008     |
| Viktoria Plzen     | República Checa | 2008            |
| Chelsea FC         | Inglaterra      | 2008 - 2011     |
| Baumit Jablonec    | República Checa | 2011            |
| FK Bohemians Praha | República Checa | 2011 - Presente |